# 李介昊
李 介昊（イ・ゲホ、朝鮮語: 이개호、1959年6月23日 - ）は、大韓民国の政治家である。第19・20・21・22代国会議員であり、第64代農林畜産食品部長官。本貫は全州李氏。

## 経歴
1959年に全羅南道潭陽郡で生まれた。全南大学校卒業後、公務員として全羅南道に入庁し、木浦市副市長、文化環境局長、自治行政局長などの要職を歴任し、2006年に行政安全部に派遣された。2009年7月31日には全羅南道行政副知事に任命され、2011年まで務めた。
2012年4月11日に実施される第19代総選挙に全羅南道潭陽郡・咸平郡・霊光郡・長城郡から立候補するため、民主統合党の予備選に出たが現職の李洛淵に敗れた。しかし、李洛淵が全羅南道知事選挙に出るため議員を辞職したことから、2014年7月30日に実施された7・30再補欠選挙に新政治民主連合の公認で立候補し、当選した。
2016年4月13日に実施された第20代総選挙に共に民主党から立候補し、2選を果たし、同党非常対策委員に任命された。8月3日にはセウォル号沈没事故特別調査委員会の調査延長を求めてリレーハンストに参加した。2018年6月13日に実施される全羅南道知事選挙に出馬を模索したが、野党との議席差がわずかな為、与党の議席が減るのを避けたい党指導部の要請により断念した。7月26日に金瑛錄が全羅南道知事選挙に出馬したため空席となっていた農林畜産食品部長官に指名され、国会で開かれた人事聴聞会で過去の犬食に関する発言などが問題視されたが、8月10日に人事案が採択された。2019年5月12日に日本の新潟市で開催されたＧ20農相会議に参加し、吉川貴盛農林水産大臣から福島県など8県の水産物輸入禁止措置を撤廃するよう要求された。8月30日に内閣改造が実施され、農林畜産食品部長官を退いた。
2020年4月15日に実施された第21代総選挙に共に民主党から立候補し、得票率84％と圧勝した。6月29日には農林畜産食品水産委員長に選出された。
2021年4月15日、韓国の現役国会議員のうち、初の新型コロナウイルス感染症確診者となった。民主党潭陽事務所の集団感染において同じ車両に乗った秘書から感染したと見られ、李は「疫学調査に誠実に協力する」と詫びた。